# De senere tre kongedømmer
De senere tre kongedømmer (892–936) refererer til de tre tidligere koreanske kongedømmer Silla, Hubaekje ("Senere Baekje") og Hugoguryeo ("Senere Goguryeo") frem til kongedømmet Goryeo erobrede det meste af Koreahalvøen i 936.
Hubaekje og Hugoguryeo mente begge at have deres udspring fra perioden "Tre kongedømmer", som blev samlet af Silla i 660'erne, selv om Hugoguryeo ikke har så meget at gøre med Goguryeo. Perioden var præget af uro under dronning Jinseong af Silla og bliver ofte omtalt som perioden mellem Gyeon Hwons grundlæggelse af Hubaekje frem til Goryeo forenede alle kongedømmerne på halvøen.